# 髙岸未朝
髙岸 未朝（たかぎし みさ）は、日本の演出家、女優。東京都出身。劇団俳優座所属。

## 来歴・人物
- 恵泉女学園中学校・高等学校卒業。明治大学文学部演劇学専攻卒業。劇団俳優座研究所文芸演出部修了。
- オペラ、オペレッタを中心に活躍する新進気鋭の女流演出家。
- 両親が画家という環境で育ち、学生時代より演劇活動を開始。脚色・演出を手掛けると同時に女優として舞台に立つ。大学演劇フェスティバルでは、主演女優として優勝を飾る。
- 活動の場を主にオペラ、オペレッタへ移し、2004年にピエトロ・マスカーニ作曲「友人フリッツ」で新国立劇場にデビュー[1]。オペラの他、演劇やコンサート、脚色・ステージング・振付などで幅広く活躍。
- 東京芸術大学オペラ科、国立音楽大学演奏学科、日本オペラ振興会育成部、劇団俳優座演劇研究所、劇団若草の各講師を務める。
- 夫は文芸評論家の石川義正。

## 主な演出作品

### 舞台
- フィガロの結婚
- ドン・ジョバンニ
- 魔笛
- カルメン
- 素戔鳴（すさのお）
- ラ・ボエーム
- ウリッセの帰還